# チームX 4th Stage「命運的"X"號」
チームX 4th Stage「命運的"X"號」は、SNH48チームXの5th公演である。 

## 公演内容

### 曲目
本編
1. overture
（作曲・編曲：尾澤拓実、歌：TAZ）
全SNH48公演共通である。
2. Star River
（Star River、作詞：張鵬鵬、作曲：吳依瑄、編曲：吳依瑄）
3. 磁石
（指南针、作詞：小7、作曲：ASPJ、編曲：ASPJ）
4. 艾克斯號
（艾克斯号、作詞：小7、作曲：鴨毛、編曲：SHIMA）
5. 運命のX號
（命运的X号、作詞：小7、作曲：姜帆、編曲：謝維）
6. Ice Queen
（Ice Queen、作詞：郭德紫毅、作曲：鴨毛/宋昕冉、編曲：郭偉聰）
7. Battle Cry
（Battle Cry、作詞：張鵬鵬、作曲：張毅非、編曲：張毅非）
8. 占い師
（占卜师、作詞：易貝兒、作曲：高永滕、編曲：黃尹浩）
9. 深海の声
（深海之声、作詞：易貝兒、作曲：高永滕、編曲：黃尹浩）
10. 双子の花
（双生花、作詞：郭德紫毅、作曲：SHIMA、編曲：SHIMA）
11. 最後の曙光は
（最后的曙光、作詞：易貝兒/高永滕、作曲：高永滕、編曲：黃尹浩）
12. 鋼の翼
（钢铁之翼、作詞：郭德紫毅、作曲：OKBOYS、編曲：OKBOYS）
13. 石中花
（石中花、作詞：郭德紫毅、作曲：SHIMA、編曲：SHIMA）
14. 夢と星の海
（梦与星光的海上、作詞：甘世佳、作曲：ASPJ、編曲：ASPJ）

アンコール
1. 水晶の光を越えて
（穿过水晶的光芒、作詞：小7、作曲：Mcfliedchicken、編曲：Mcfliedchicken）
2. 新航路
（新航路、作詞：Mia.C/吳依瑄、作曲：吳依瑄、編曲：Wave G）
3. Fire X
（Fire X、作詞：生命樹_小王子、作曲：吳易緯/林佑世、編曲：生命樹_小王子/陳昭宇）

## SNH48 チームX 5th Stage「命運的"X"號」公演
公演期間
2017年12月15日 -
出演メンバー
宋昕冉・楊韞玉・馮暁菲・王暁佳・邵雪聰・汪束・李釗・陳琳・張丹三・楊氷怡・孫歆文・祁静・李晶・汪佳翎・張嘉予・謝天依・サポートメンバー

ユニット曲担当
- Ice Queen（宋昕冉）
- Battle Cry（楊氷怡、孫歆文、祁静）
- 占い師（王暁佳、邵雪聰、謝天依）
- 深海の声（李釗、陳琳、張丹三）
- 双子の花（楊韞玉、馮暁菲）
- 最後の曙光は（汪束、李晶、汪佳翎、張嘉予）